# Beausse
Beausse korábbi község Franciaország Loire mente régiójában, Maine-et-Loire megyében. 2015. december 15-én tíz másik korábbi községgel egyesült és Mauges-sur-Loire új község része lett.
Lakosainak száma 358 fő (2018. január 1.). Beausse Botz-en-Mauges, Chaudron-en-Mauges, Le Mesnil-en-Vallée, Mauges-sur-Loire, Saint-Florent-le-Vieil, Saint-Laurent-du-Mottay, Saint-Quentin-en-Mauges és La Pommeraye községekkel határos.

## Népesség
A település népességének változása:
| Lakosok száma | 405  | 392  | 385  | 372  | 361  | 387  | 394  | 395  | 394  | 358  |
|               | 1962 | 1968 | 1982 | 1990 | 1999 | 2008 | 2011 | 2013 | 2017 | 2018 |